# Josefina Vidal Morera
Josefina Vidal Morera   (Tàrrega, 11 de març de 1932 - Barcelona, octubre 2023) fou una filòloga, escriptora i poeta targarina.

## Biografia
Filla de Pere Vidal Carulla i d’Isabel Morera Miró, Josefina Vidal va fer els estudis secundaris a Tàrrega, Cervera i a l’Institut de Lleida, i els va acabar l’any 1950 amb l'examen d’estat a la Universitat de Barcelona, on es diplomà en Llengua i Literatura Anglesa. Va viure i treballar a Anglaterra de 1954 a 1960. El 1960 es traslladà als Països Baixos, on visqué fins al 1977.

## Compromís polític i carrera professional
El 1961 s'afilià al PSOE i al sindicat UGT, i promogué l’impuls d’aquestes associacions polítiques als Països Baixos, amb l’ajuda del partit socialista neerlandès i del sindicat Nederlands Uitgeversverbond (NUV) d’aquell país. Col·laborà activament amb els Sindicats holandesos ajudant la immigració xilena i espanyola que fugia del règim de Pinochet per instal·lar-se a Holanda. Casa seva fou punt de trobada i de refugi d'exiliats.
Va col·laborar amb la secció espanyola de la BBC a Londres, va treballar al Servei Internacional de Radio Nederland Wereldomroep en el programa “Pulso Femenino”, compromesa amb la causa feminista. Impartí classes de llengua i literatura castellanes a la Universitat de Groningen. Treballà al Departament de Serveis Socials de l’Ajuntament d’Amsterdam.
Tornà a Espanya el 1977, ja en democràcia, i exercí com a cap de la Secretaria del ministre de Sanitat Ernest Lluch a Madrid. El 1980 tornà a Barcelona, on establí la seva residència.

## Activitat literària
Durant els primers anys de la dècada de 1950 intervingué en recitals de poesia locals, organitzats a l'Ateneu de la seva ciutat, i participà en la vida cultural targarina. Formà part del grup de teatre Thespis.
Ha publicat diversos llibres de poesia: Fuera de mí (1964), En el silenci del temps, obra que fou finalista del Premi de Poesia Les Tel·lúries, de l'Institut d'Estudis Ilerdencs de la Diputació de Lleida (2000); Dues veles blanques (2002), Trànsit (2002), Calaix Obert (2005), El mar inevitable (2006), A l'entorn del brocal (2009).
Ha publicat en diversos mitjans, entre els quals Poesía de España (de Madrid), De Gids (d'Amsterdam), Social-Culturele Mededelingen (d'Amsterdam). També ha traduït al castellà obres del teatre anglès contemporani.
La seva biografia constitueix el quart volum de la col·lecció publicada per l'Ajuntament de Tàrrega «On són les dones targarines?» -que presenta biografies femenines narrades en forma de conte infantil- escrit per Francesc Pla Falip i il·lustrat per l’artista Alba Torres Robinat. Va morir l'octubre de 2023.

## Vida personal
Vidal es casà amb el professor, escriptor i polític Felip Lorda, amb qui va tenir dues filles i un fill, Isabel-Clara, Raimon i Dúnia.